# Diaporthe rhoina
Diaporthe rhoina är en svampart som beskrevs av Feltgen . Diaporthe rhoina ingår i släktet Diaporthe och familjen Diaporthaceae.   Inga underarter finns listade i Catalogue of Life.